# Dzintars Krišjānis
Dzintars Krišjānis (ur. 4 czerwca 1958 w Rydze, zm. 16 marca 2014) – łotewski wioślarz reprezentujący ZSRR, srebrny medalista olimpijski i trzykrotny medalista mistrzostw świata.

## Kariera
W 1975 zdobył brązowy medal w ósemkach na mistrzostwach świata juniorów w Montrealu. 
Wystąpił na igrzyskach olimpijskich w Moskwie w 1980, gdzie osada ZSRR w składzie: Artūrs Garonskis, Dimants Krišjānis (jego młodszy brat), Dzintars Krišjānis, Žoržs Tikmers i Juris Bērziņš (sternik) zdobyła srebrny medal w czwórkach ze sternikiem. W finale uplasowali się o 4,54 sekundy za osadą NRD i o 3,47 sekundy przed osadą Polski. Był to jego jedyny start olimpijski.
W tej samej konkurencji zdobywał również srebrny medal na mistrzostwach świata w Bledzie (1979) i brązowy na mistrzostwach świata w Monachium (1981). Ponadto był trzeci w ósemkach na mistrzostwach świata w Lucernie (1982).
Dwukrotnie zdobywał mistrzostwo ZSRR: w czwórkach ze sternikiem w 1980 i ósemkach w 1982. Po zakończeniu kariery wraz z żoną prowadził sklep. Zmarł 16 marca 2024. 